# Left Behind (пісня)
«Left Behind» — (укр. «Залишений Позаду») це перший сингл групи Slipknot з альбому Iowa. Пісня Left Behind була написана раніше за всіх пісень на альбомі Iowa, тому вона досить сильно відрізняється звучанням. Left Behind увійшла 8-м треком до альбому, а також увійшла на перший диск концертного альбому «9.0: Live».

## Чарти
"Left Behind" була більш комерційно успішна, ніж "Wait and Bleed" і "Spit It Out", досягнувши 30-ї позиції у чарті Hot Mainstream Rock Tracks , і 24 в UK Singles Chart . Пісня також номіновалась на премію Греммі за найкраще метал-виконання в 2002 році, хоча нагороду отримав гурт Tool з піснею "Schism" .

## Відеокліп
Кліп "Left Behind", зрежисерував Дейв Мейерс.
У кліпі показується група, яка виступає в дощовому лісі; сюжет про хлопчика, який розрубує козу в крамниці м'ясника, і бажає помститися двом задирам. Потім він спускається в підвал і рубає м'ясо.
Є дві версії відео, трохи відредагована (скорочена) версія (для показу на ТБ) і невідредагована версія для DVD.

## Список композицій
Автор музики і слів Slipknot. 
| CD Сингл | CD Сингл           | CD Сингл   |
| #        | Назва              | Тривалість |
| -------- | ------------------ | ---------- |
| 1.       | «Left Behind»      | 4:04       |
| 2.       | «Liberate» (Live)  | 4:27       |
| 3.       | «Surfacing» (Live) | 5:10       |

| Вінілова платівка | Вінілова платівка | Вінілова платівка |
| #                 | Назва             | Тривалість        |
| ----------------- | ----------------- | ----------------- |
| 1.                | «Left Behind»     | 4:04              |
| 2.                | «Liberate» (Live) | 4:27              |

| Промо-сингл | Промо-сингл                               | Промо-сингл |
| #           | Назва                                     | Тривалість  |
| ----------- | ----------------------------------------- | ----------- |
| 1.          | «Left Behind» (Альтернативна версія)      | 3:40        |
| 2.          | «Left Behind» (Скорочена альбомна версія) | 3:40        |
| 3.          | «Left Behind» (Альбомна версія)           | 4:06        |